# 날개오징어

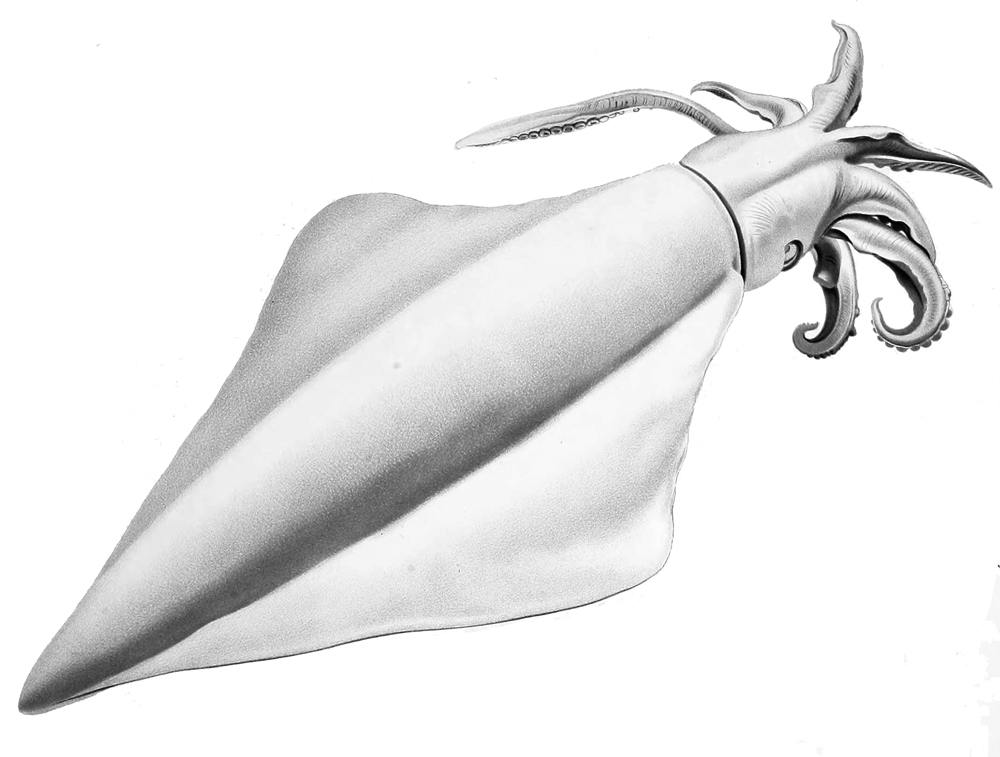

날개오징어(Thysanoteuthis rhombus)는 전 세계적으로 열대 및 아열대 해역에서 발견되는 Thysanoeuthidae 계통의 큰 오징어 종이다. 날개오징어는 맨틀 길이에 걸쳐 있는 지느러미의 모양 때문에 그 이름이 붙여졌다. 이것들은 약 1년의 수명을 가진 빠르게 성장하는 종이다. 날개오징어는 단혼으로 알려진 유일한 두족류 종이다. 날개오징어는 종종 다양한 수심에서 물고기와 기타 작은 두족류를 잡아먹는다. 이 종은 일본, 특히 일본해와 오키나와에서 상업적으로 어획된다.

## 같이 보기
- 아메리카대왕오징어